# 半金属 (能带理论)

不同材料中，热平衡时的电子态密度分布。其中纵轴是能量，横轴是所列材料的态密度。在金属和半金属中，费米能级E_{F}位于某一个能带中，而在绝缘体和半导体中，费米能级则处于带隙当中。但是，在半导体当中能带和费米能级足够接近，使得电子和空穴服从费米狄拉克分布。（However, in semiconductors the bands are near enough to the Fermi level to be thermally populated with electrons or holes.）

半金属（英語：semimetal）是指导带和价带之间相隔很窄的材料。根据能带理论，固体根据这个间隔从窄到宽，可以依次分为金属、半金属、半导体和绝缘体。对于半导体和绝缘体，导带和价带之间的间隔相对较大，使得费米能级附近电子的态密度等于零，成为带隙。其中绝缘体的带隙比半导体的大，但具体的分界线比较模糊。而对于半金属，导带和价带之间的间隔十分小，使得费米能级附近电子的态密度接近于零但不为零，因此也没有带隙。金属的费米能级则在导带当中，附近有足够大的电子态密度，使得电流可以良好地传导。

## 命名的问题
英语中的和目前都被翻译为半金属，但二者概念完全不同。是本文所介绍的内容，而则是指一些顺磁材料，它们对处于不同自旋方向的电子分别显示出金属性或非金属性，详见半金属 (自旋电子学)。另外，类金属(metalloid)也有可能被翻译成“半金属”。
为了不造成混淆，有人建议把翻译成“半电导金属”（或“半导金属”），并把翻译成“半极性金属”（或“半极金属”）。

## 半金属与半导体
在倒空间中，半金属的导带底和价带顶处于不同位置，即间接带隙。虽然一般情况下不这样说，但可以认为半金属是一种有负间接带隙的半导体，即它的导带底的能量比价带顶的低。

半导体中的直接带隙(A)、半导体中的间接带隙(B)以及半金属(C)的能带图。

如图，图中分别标出了以下材料的能带图：
A) 有直接带隙的半导体。如：CuInSe2
B) 有间接带隙的半导体。如：硅
C) 半金属。如：锡、石墨和碱土金属
这幅图只是示意性的，只标出了一维倒空间中导带的最低能级（导带底）和价带的最高能级（价带顶）的情况。在一般的固体中，倒空间应该是三维的，而且导带和价带中应该有无数条能级。
与金属不同，半金属同时拥有两种载流子（电子和空穴），但是每种载流子的数目又明显少于金属中载流子（电子）的数目。这一点和简并半导体类似，因此半金属的性质介于金属和半导体之间。
如果考虑零温情形，两者的可以得到更大的区分。对于半导体，在零温情形下，电子不会有任何的激发从低能带到高能带，因此是“绝缘的”。所谓半导体与绝缘体有类似的能带结构，只是能隙较小，这里较小是相比于温度而言的。而对于半金属，零温下，依旧是可以导体。

## 典型的半金属
典型的半金属包括了砷、锑、铋、灰锡（α锡）以及石墨等。其中前两者（砷和锑）同时也是类金属，但铋、灰锡和石墨则一般不被认为是类金属，因此这两个概念应该注意区分。
瞬时半金属在极端情况下也被发现.，而一些导电聚合物也被发现有半金属的性质。